# 非營利與志願部門季刊
《非營利與志願部門季刊》（Nonprofit & Voluntary Sector Quarterly）是一份1972年起出版的英語社會學學術期刊，由非營利組織與志願行動研究學會（Association for Research on Nonprofit Organizations and Voluntary Action）發行、SAGE Publications出版，現任主編群包括賓州大學社會政策教授費米達·亨第（Femida Handy）、克里夫蘭州立大學非營利政策教授傑佛瑞·布德尼（Jeffrey L. Brudney）與鹿特丹大學社會政策教授盧卡斯·梅斯（Lucas Meijs）。該期刊收錄與非營利組織或第三部門相關的研究論文。
根據《期刊引證報告》數據顯示，《非營利與志願部門季刊》在2010年時的影響因子是0.648，在35份社會問題期刊中排名第20。

## 外部連結
- 《非營利與志願部門季刊》在出版社官網的介紹 （页面存档备份，存于） （英文）